# Theba arinagae
Theba arinagae е вид коремоного от семейство Helicidae. Видът е критично застрашен от изчезване.

## Разпространение
Разпространен е в Испания (Канарски острови).